# Вилијам Џорџ Пени
Вилијам Џорџ Пени (енгл. William George Penney; Гибралтар, 24. јун 1909 — Ист Хендред, 3. март 1991) је био енглески атомски физичар и математичар, отац британске атомске бомбе. Под његовом контролом изведена је прва проба британског атомског оружја 1952. године на острвима Монте Бело у западној Аустралији.